# 969 Leocadia
969 Leocadia је астероид главног астероидног појаса. Приближан пречник астероида је 19,51 , 
а средња удаљеност астероида од Сунца износи 2,462 астрономских јединица (АЈ). 
Инклинација (нагиб) орбите у односу на раван еклиптике је 2,296 степени, а орбитални период износи 1411,692 дана (3,865 године). Ексцентрицитет орбите астероида износи 0,205. 
Апсолутна магнитуда астероида износи 12,57 а геометријски албедо 0,043.
Астероид је откривен 5. новембра 1921. године.